# Trivellona eos
Trivellona eos is een slakkensoort uit de familie van de Triviidae. De wetenschappelijke naam van de soort is voor het eerst geldig gepubliceerd in 1913 door Roberts.